# Willie Monroe, Jr.
Willie Monroe, Jr. (17 de diciembre de 1986) es un boxeador profesional estadounidense.

## Carrera amateur
Monroe registro un récord amateur de 128–14, él ganó oro en los Empire Games y en Nueva York los Guantes Dorados.

## Carrera profesional
Monroe Hizo su debut en 27 de marzo de 2008 contra Erix Quinteros. Después de ganar sus primeras 10 peleas, su primera perdida llegó contra Darnell Boone en 2011. Después de esa pelea pérdida quedaría liberado por su promotor. Después de 17 meses sin pelear, Monroe regresó al ring en agosto de 2012. En 2014 ganó el Torneo Boxcino con transmisión en ESPN 2. El 16 de enero de 2015 derrota a Brian Vera en 10 asaltos por decisión unánime.

### Monroe Vs. Golovkin
Monroe peleó contra el invicto Gennady Golovkin, el 16 de mayo de 2015. Pelea en la cual perdió por nocaut técnico en el sexto asalto.

## Récord profesional
| Res.     | Récord | Rival                   | Tipo | Ronda, tiempo | Fecha      | Localidad                                       | Notas                                                                              |
| -------- | ------ | ----------------------- | ---- | ------------- | ---------- | ----------------------------------------------- | ---------------------------------------------------------------------------------- |
| Victoria | 24–3   | Hugo Centeno Jr         | UD   | 10            | 2019-06-01 | Soboba Casino, San Jacinto                      |                                                                                    |
| Victoria | 23–3   | Javier Francisco Maciel | UD   | 10            | 2018-08-24 | Minneapolis Armory, Minneapolis                 |                                                                                    |
| Victoria | 22–3   | Carlos Galvan           | UD   | 8             | 2018-03-03 | Barclays Center, Brooklyn                       |                                                                                    |
| Derrota  | 21–3   | Billy Joe Saunders      | UD   | 12            | 2017-09-16 | Copper Box Arena, London, Inglaterra            | Por el título WBO del peso medio                                                   |
| Victoria | 21–2   | Gabriel Rosado          | UD   | 12            | 2016-09-17 | AT&T Stadium, Arlington, Texas                  | Gana el vacante título WBO Intercontinental del peso medio                         |
| Victoria | 20–2   | John Thompson           | UD   | 12            | 2016-06-11 | Turning Stone Resort & Casino, Verona, New York |                                                                                    |
| Derrota  | 19–2   | Gennady Golovkin        | TKO  | 6 (12), 0:45  | 2015-05-16 | The Forum, Inglewood, California                | Por los títulos WBA (Super), IBO y WBC interino del peso medio                     |
| Victoria | 19–1   | Brian Vera              | UD   | 10            | 2015-01-16 | Turning Stone Resort & Casino, Verona, New York | Retiene los títulos WBA–NABA y WBO NABO del peso medio                             |
| Victoria | 18–1   | Brandon Adams           | UD   | 10            | 2014-05-23 | Turning Stone Resort & Casino, Verona, New York | Por el vacante título WBA–NABA del peso medio y el vacante WBO NABO del peso medio |
| Victoria | 17–1   | Vitalii Kopylenko       | UD   | 8             | 2014-04-18 | Turning Stone Resort & Casino, Verona, New York |                                                                                    |
| Victoria | 16–1   | Donatas Bondorovas      | UD   | 6             | 2014-02-28 | Horseshoe Casino, Hammond, Indiana              |                                                                                    |
| Victoria | 15–1   | Miguel Álvarez          | UD   | 6             | 2013-10-11 | New Daisy Beale, Memphis, Tennessee             |                                                                                    |
| Victoria | 14–1   | Toris Smith             | RTD  | 3 (6), 3:00   | 2013-09-07 | Civic Center, Biloxi, Misisipi                  |                                                                                    |
| Victoria | 13–1   | Michael Walker          | TKO  | 1 (4), 1:22   | 2013-07-27 | Bumpus Hardley Davidson, Memphis, Tennessee     |                                                                                    |
| Victoria | 12–1   | Russell Jordan          | UD   | 8             | 2013-03-21 | Main Street Armory, Rochester, New York         |                                                                                    |
| Victoria | 11–1   | Mark Anderson           | UD   | 6             | 2012-08-08 | Sahlen Stadium, Rochester, New York             |                                                                                    |
| Derrota  | 10–1   | Darnell Boone           | SD   | 8             | 2011-03-29 | BB King Blues Club & Grill, New York City]      |                                                                                    |
| Victoria | 10–0   | Mickey Scarborough      | TKO  | 5 (8), 1:53   | 2010-10-15 | Main Street Armory, Rochester, New York         |                                                                                    |
| Victoria | 9–0    | Loren Myers             | RTD  | 4 (6), 3:00   | 2010-07-28 | BB King Blues Club & Grill, New York City       |                                                                                    |
| Victoria | 8–0    | Ibahiem King            | UD   | 6             | 2010-04-10 | BankAtlantic Center, Sunrise, Florida           |                                                                                    |
| Victoria | 7–0    | Troy Artis              | UD   | 6             | 2009-11-19 | Main Street Armory, Rochester, New York         |                                                                                    |
| Victoria | 6–0    | Tyson Schwieger         | UD   | 4             | 2009-10-02 | First Council Casino, Newkirk, Oklahoma         |                                                                                    |
| Victoria | 5–0    | Torrence King           | TKO  | 6 (6), 2:25   | 2009-05-07 | Main Street Armory, Rochester, New York         |                                                                                    |
| Victoria | 4–0    | Chris Aucoin            | UD   | 4             | 2008-11-19 | OnCenter, Syracuse, New York                    |                                                                                    |
| Victoria | 3–0    | Wilson Montero          | UD   | 4             | 2008-07-31 | Frontier Field, Rochester, New York             |                                                                                    |
| Victoria | 2–0    | Edward Smith            | UD   | 4             | 2008-06-26 | Main Street Armory, Rochester, New York         |                                                                                    |
| Victoria | 1–0    | Erix Quinteros          | TKO  | 3 (4), 2:25   | 2008-03-27 | Main Street Armory, Rochester, New York         |                                                                                    |